# بول نيكولاس (ممثل)
بول نیکولاس (بالإنجليزية: Paul Nicholls)‏ والمعروف باسم جرينهالغ بول نیکولاس هو ممثل إنجليزي، ولد في 12 أبريل 1979 في بولتن.

## وصلات خارجية
- بول نيكولاس (ممثل) على موقع IMDb (الإنجليزية)
- بول نيكولاس (ممثل) على موقع أول موفي (الإنجليزية)
- بول نيكولاس (ممثل) على موقع قاعدة بيانات الفيلم (الإنجليزية)